# David Bingham (calciatore 1970)
David Bingham (Dunfermline, 3 settembre 1970) è un allenatore di calcio ed ex calciatore scozzese, di ruolo attaccante.

## Carriera

### Giocatore
Vanta 3 presenze in Coppa UEFA e un centinaio nella massima divisione scozzese.

### Allenatore
Ha allenato nelle serie minori scozzesi.

## Palmarès

### Giocatore

#### Competizioni nazionali
- Scottish First Division: 2

Livingston: 2000-2001
Inverness: 2003-2004
- Scottish Third Division: 1

Gretna: 2004-2005
- Scottish Second Division: 1

Gretna: 2005-2006